# Principe van lokaliteit
Men noemt een effect lokaal, wanneer een oorzaak op afstand niet meteen een gevolg heeft. 
Lokaliteit 'ontstaat' wanneer in een causale keten {oorzaak → transport → effect} het transportmechanisme met een eindige  snelheid werkt. Op kleine afstanden van de oorzaak arriveert hierdoor het effect eerder dan op grotere afstand. Bij een non-lokaal fenomeen is het effect daarentegen 'overal' onmiddellijk aanwezig.
Zo is de zwaartekrachtswet zoals die door Newton is opgesteld bijvoorbeeld een niet-lokaal verschijnsel, daar die wetten veronderstellen dat de massa van een object een onmiddellijke invloed heeft op een ander object, ongeacht de afstand tussen beide. Met de herformulering van deze wetten in de algemene relativiteitstheorie van Einstein blijkt dat ook de zwaartekracht een beperkte snelheid heeft (namelijk die van het licht), en dus lokaal is.

## Het ontbreken van lokaliteit in dekwantummechanica
In de kwantumwetenschappen is lokaliteit zeer belangrijk, omdat zij op het niveau van de microwereld niet noodzakelijkerwijs lijkt te hoeven bestaan, zoals experimentele verificaties van onder andere het Einstein Podolsky Rosen-gedachtenexperiment bij herhaling laten zien.